# Georgina Leahy
Georgina „Georgie“ Leahy (* 12. November 1987 in London) ist eine britische Schauspielerin, Musikerin, Synchronsprecherin und ehemaliges Model.

## Leben und Wirken
Georgina Leahy wuchs in London auf. Sie hat mütterlicherseits polnische Vorfahren. Leahy absolvierte nach ihrem Schulabschluss eine professionelle Schauspielausbildung und Gesangsausbildung. Sie wirkte als Bühnendarstellerin an verschiedenen Theaterhäusern in mehreren Theaterstücken, Musicals und in Kabarett-Programmen mit. Seit 2009 ist sie auch als Schauspielerin vor der Kamera tätig und wirkte bisher in über 40 Film-und-Fernsehproduktionen mit. Sie ist auch als Synchronsprecherin für Zeichentrickfilme tätig, wie beispielsweise für Helluva Boss.
Im Jahr 2011 nahm Leahy als Kandidatin an der fünften Staffel der Casting-Show Britain’s Got Talent teil, wo sie allerdings im Halbfinale ausgeschieden war. Sie trat daraufhin weiterhin als Sängerin auf. Im Jahr 2014 veröffentlichte sie im Vereinigten Königreich mehrere Songs, wie beispielsweise Kicks.
Leahy war auch zeitweise als Model tätig. Sie trat auf dem Laufsteg auf und war in zahlreichen Katalogen abgebildet.

## Filmografie (Auswahl)
- 2009: Winter’s Secret
- 2010: Party Girl (Kurzfilm)
- 2011: Get Ca$h
- 2012: Demon & Doors
- 2012: Next Stop for Charlie
- 2013: Roberto
- 2013: Fare
- 2014: A Wake (Kurzfilm)
- 2015: Solitary
- 2015: Hunting 4 Hubbies
- 2016: Bryce Tankthrust
- 2017: Visage
- 2018: Stuff & Sam (Fernsehserie, 1 Folge)
- 2018: A Day at the Beach (Kurzfilm)
- 2018: Monster Party
- 2019: Blame the Hero (Fernsehserie, 4 Folgen)
- 2019: Death at a Halloween Party
- 2020: Blood & Make-up (Fernsehserie, 2 Folgen)
- 2021: Madam Ex-President
- 2021: Date Me or Die (Kurzfilm)
- 2022: Normal British Series (Fernsehserie, 5 Folgen)
- 2023: You Broke the News
- 2023: Bryce (Fernsehserie, 1 Folge)
- 2024: Class Acts (Fernsehserie, 2 Folgen)